# Pravá krev
Pravá krev nebo též True Blood: Pravá krev (v anglickém originále True Blood) je americký televizní seriál vytvořený Allanem Ballem. Je založen na knižní sérii The Southern Vampire Mysteries od Charlaine Harrisové.
Pravá krev pojednává o soužití upírů a lidí ve fiktivním městečku Bon Temps v Louisianě. Po vytvoření syntetické krve se upíři stávají „běžnými spoluobčany“. Sookie Stackhousová (Anna Paquinová) je telepatka a servírka ve zdejším baru Merlotte. Jednou v noci do baru zavítá Bill Compton (Stephen Moyer), pohledný 173letý upír, který se vrátil do Bon Temps po smrti svého posledního příbuzného. Tak se Sookie dostává do tajemného světa upírů. Kromě upírů se s postupem seriálu objevují také vlkodlaci, měňavci, víly a další nadpřirozené bytosti.
Seriál byl premiérově uváděn v programu televizní stanice HBO od 7. září 2008. V létě 2014 byl odvysílán poslední díl jeho závěrečné, sedmé řady.
Seriál se dočkal kladného hodnocení kritiků a také získal několik cen včetně Zlatého Glóbu a Emmy.

## Obsazení

### Hlavní role
Sookie Stackhouse (Anna Paquin)
Hlavní hrdinka seriálu, pracuje jako číšnice v baru Merlotte's. Před ostatními skrývá tajemství – umí číst lidem myšlenky. Když byla malá, zemřeli jí rodiče (zabili se při autonehodě), proto ji a jejího bratra Jasona vychovávala jejich babička. Do Sookie je tajně zamilován vedoucí baru a její šéf Sam, ona však jeho city neopětuje a je zamilovaná do upíra Billa.
Bill Compton (Stephen Moyer)
173 let starý upír, který má svoje kořeny právě v městečku Bon Temps. Své upírské sklony se snaží držet na uzdě a projevují se u něj i lidské vlastnosti – je zamilovaný do Sookie, což mu značně komplikuje život jak ve vlastní komunitě, tak i mezi lidmi. Není příliš mluvný, ovšem charismatický, galantní a trochu staromódní, za což zřejmě může fakt, že žil již v době občanské války. Stejně jako všichni upíři z okolí, i Bill se musí zodpovídat svému "upírovi-rangerovi" Erikovi, což mu v budoucnu způsobí nemalé problémy, kvůli jeho zvláštnímu vztahu k Sookie.
Eric Northman (Alexander Skarsgård)
Eric, ač na to vůbec nevypadá, je velice starý a silný upír. Dříve býval Viking, dokud ho upír Godric také nezměnil. Nyní je "šerifem" pátého okrsku – do jeho vedení spadají všichni upíři z Louisiany. Také vlastní noční klub ve Shreveportu – Fangtasia. Je v zásadě proti jakýmkoliv rozbrojům mezi upíry a lidmi, ale loajální je jen a jen své vlastní komunitě, do lidských záležitostí se neplete. Nesnese odpor a snaží se pro sebe získat Sookie, čímž se stává trnem v oku Billovi.
 Jason Stackhouse (Ryan Kwanten)
Bratr Sookie. Nevyléčitelný sukničkář a flegmatik a sexuální idol celého Bon Temps. Je zapomnětlivý, roztržitý, nespolehlivý a tak trochu "prosťáček", avšak dobrosrdečný. Nenarodil se zrovna pod šťastnou hvězdou a tak se dennodenně dostává do různých průšvihů. Většinou si své problémy sám nevyřeší a musí ho vysvobodit jeho sestra.
Tara Thorton (Rutina Wesley)
Nejlepší kamarádka Sookie. Nemá nejmenší problém říci to, co si právě mysli, což ji občas dostane do problému. Svým chováním dává najevo, že si nechce nikoho připustit blíže k tělu, před ostatními nosí masku "té nezranitelné", je však velmi citlivá. Zažívá si své se svou matkou – silnou alkoholičkou, o kterou se stará. Je zaměstnána v Samově baru, chvíli s ním má dokonce poměr.
Pamela „Pam“ Swynford De Beaufort (Kristin Bauer van Straten)
Stvořitelem této půvabné avšak drsné upírky je Eric, se kterým vlastní upírský bar Fangtasia. Umí švédsky. Její postava je zahalená tajemstvími.
Jessica Hamby (Deborah Ann Woll)
Mladá, pubertální, vznětlivá a neklidná upírka. Upírku z ní musel udělat Bill, jako trest za zabití jiného upíra. Dříve, než se stala upírkou, žila ve velmi slušné rodině, kde byla přísná výchova na první místě, ovšem poté, co z ní Bill musel udělat upírku, si až příliš rychle uvědomila svoji svobodu, sílu a volnost. Bill její povahu těžko zvládá. Jessica se zamiluje do Hoyta, chodí spolu, ale kvůli neustálým hádkám s jeho matkou a Jessičině náklonnosti k Jasonovi se vztah rozpadne.
Sam Merlotte (Sam Trammell)
Vlastní bar, kde pracuje třeba Sookie, Tara a Lafayette. Nikdo neví, odkud pochází, kdo jsou jeho rodiče a co je zač. Někdo vlastně ano, Sookie, kterou tajně miluje a těžce se vyrovnává s tím, že dívka jeho snů dala přednost upírovi, proto se na čas sblíží s Tarou. Pro ostatní obyvatele však stále zůstává podivínským, avšak oblíbeným obyvatelem Bon Temps. Už v první sérii se dovíme, že je měňavec – člověk, který se umí změnit na jakékoliv zvíře. Ve čtvrté řadě se zamiluje do další příslušnice jeho druhu a začnou spolu chodit.
Lafayette Reynolds (Nelsan Ellis)
Pracuje jako kuchař u Merlottes, ale má i spoustu dalších zdrojů peněz. Například dealer upíří krve a prostitut. Nelegální dealování a sex za peníze mu přivodí řadu problémů jak mezi lidmi, tak i mezi upíry, kteří nesnesou, aby se jejich krev prodávala, kvůli svým zvláštním účinkům. Svoji homosexualitu neskrývá, ale ani se s ní nijak neprezentuje.
Alcide Herveaux (Joe Manganiello)
Vlkodlak. Objeví se až ve třetí sérii jako pomocník Sookie při hledání uneseného Billa. U Sookie se octne na žádost Erika, u kterého má dluh jeho otec se svou stavební firmou. Se Sookie má Alcide zvláštní vztah, chrání ji a má ji svým způsobem velmi rád, nikdy však ještě nepřiznal, že ji miluje. Sám se ve třetí řadě vzpamatovává ze vztahu se svou bývalou vlkodlačí přítelkyní Debbie, která se stala závislá na Véčku (upíří krvi) a teď chce jak Alcida tak i Sookie zabít. Ve čtvrté řadě Sookie sama vyhledá jeho pomoc, když chce najít Erika, a překvapeně zjistí, že se vrátil zpátky k Debbie, která prošla odvykačkou. Kvůli Debbie se taky Alcide, ač nerad, připojí do nové smečky, kterou vede vlkodlak Marcus.
- Arlene Fowler (Carrie Preston)
- Terry Bellefleur (Todd Lowe)
- Andy Bellefleur (Chris Bauer)

### Vedlejší role
- Sophie-Anne Leclerq (Evan Rachel Woodová)
- Maryann (Michelle Forbesová)
- Russell Edgington (Denis O'Hare)
- Jesus Velasquez (Kevin Alejandro)

## Řady a díly
| Řada | Díly | Premiéra v USA  | Premiéra v USA     | Premiéra v ČR     | Premiéra v ČR     |
| Řada | Díly | První díl       | Poslední díl       | První díl         | Poslední díl      |
| ---- | ---- | --------------- | ------------------ | ----------------- | ----------------- |
| 1    | 12   | 7. září 2008    | 23. listopadu 2008 | 3. února 2009     | 21. dubna 2009    |
| 2    | 12   | 14. června 2009 | 13. září 2009      | 6. října 2009     | 22. prosince 2009 |
| 3    | 12   | 13. června 2010 | 12. září 2010      | 5. října 2010     | 21. prosince 2010 |
| 4    | 12   | 26. června 2011 | 11. září 2011      | 4. října 2011     | 20. prosince 2011 |
| 5    | 12   | 10. června 2012 | 26. srpna 2012     | 2. října 2012     | 18. října 2012    |
| 6    | 10   | 16. června 2013 | 18. srpna 2013     | 6. srpna 2013     | 8. října 2013     |
| 7    | 10   | 22. června 2014 | 24. srpna 2014     | 15. července 2014 | 16. září 2014     |